# Північно-Східний ВТТ
Північно-Східний ВТТ (рос. Севвостлаг, СВИТЛ) — структурна одиниця системи виправно-трудових таборів ОГПУ-НКВД-МВС СРСР, існувала на території «Дальбуду» (Північний Схід СРСР) як його виробничий підрозділ.
Організований в 1932 році, діяв в структурі ОГПУ-НКВД-МВД до 1951 року, після низки перепідпорядкувань в 1957 році реорганізований в Магаданське управління ВТК МВС РРФСР.

## Історія
Структура Північно-Східного ВТТ, утвореного наказом ОГПУ № 287с від 1 квітня 1931 р., практично почала формуватися з лютого 1932 р., коли на пароплаві «Сахалін» на Колиму прибули керівництво тресту на чолі з Е. П. Берзіним і перша група ув'язнених (107 чол.).
В основному це були фахівці гірничої справи, будівельники, економісти, бухгалтери та ін, що складали на перших порах кістяк адміністративно-господарського апарату тресту.
Обов'язки начальника створюваного Севвостлага до грудня 1932 виконував В. І. Єгоров, що став потім керуючим справами дирекції.
5 грудня 1932 начальником Севвостлага був призначений чекіст Р. І. Васьков, що працював до цього в системі УСЛОН, а 5 листопада 1934 р. — І. Г. Філіппов.
Головна особливість Дальбуду, з моменту його утворення, полягала в тому, що «табірний сектор у всіх галузевих управліннях, так само як і в Головному управлінні, був невід'ємною частиною виробництва».
Тому основним завданням створюваного табору було забезпечення виробничого комплексу трудовими ресурсами.

## Завдання Севвостлага
- обслуговування робіт тресту «Дальстрой»: розробка, пошуки і розвідка золоторудних родовищ на території Ольсько-Сеймчанського р-ну і будівництво автомобільної дороги від Бухти Нагаєва до р-ну золотодобування;
- видобуток золота в басейнах Колими і Індігірки, обслуговування Північного, Південного, Південно-Західного, Західного, Тенькінського, Чай-Урінського і Індігірського гірничопромислового упр.;
- будівництво та обслуговування збагачувальних фабрик, пошукові та золоторозвідувальні роботи на території Дальбуду, пошукові та розвідувальні роботи в оловоносних районах (у тому числі з попутним видобутком на корінних родовищах «Бутугичаг», «Кинджал», «Похмурий» і на розсипних — «Бутугичаг» і «Тайговий»), пошуки олова в нових р-нах, буд-во та експлуатація збагачувальної ф-ки (в 1938—1939 рр.);
- видобуток олова і розвідка оловорудних родовищ (понад 30) у басейнах р. Колими, Яни, Індігірки і на Чукотці, обслуговування збагачувальних ф-к на родовищах ім. Лазо, ім. Чапаєва, «Хета», «Кинджал»;
- розвідка вольфрамового родовища «Омчинкандя» і молібденового родовища «Осіннє», видобуток вольфраму на родовищі «Аляскитове», вольфраму та олова — на родовищі «Іультин», будівництво вольфрамового комбінату;
- видобуток кобальту (зокрема — на Верхньо-Сеймчанському родовищі, буд-во Верхньо-Сеймчанської кобальтової ф-ки, розвідка кобальтових родовищ в Омсукчанському р-ні;
- видобуток і розвідка радіоактивної сировини на Північному, Бутугичазькому, Сугунському та ін. родовищах;
- видобуток вугілля в Аркагалінському, Ельгенському, Зирянському і Омсукчанському вугільних р-нах;
- розвідка сапропелітового вугілля Хандигського басейну і буд-во заводу напівкоксування;
- будівництво та обслуговування ряду теплових електростанцій, будівництво гідроелектростанцій на оз. Джек Лондон і на р. Кюельсієна;
- будівництво колимської траси, автодороги на Тенька, дороги Певек-Пиркакай (Красноармійський), автодоріг Східна Хандига-Еге-Хая, Залив Хреста — Іультин та ін., вузькоколійної залізниці Магадан-Палатка, ЛЕП, в тому числі Ягідний-Берелех-Аркагала, Кюельсієна-Ягідний, Залив Хреста-Іультин, Аркагала-Усть-Нера та ін. ;
- обслуговування упр. Колимского річкового транспорту до 09.03.39, Колимо-Індігірського річкового пароплавства з 15.04.41, янського річкового пароплавства з 21.04.48;
- будівництво та обслуговування портових споруд в бух. Нагаєва, Ваніно, Мучка, Весела, в Певеці, Затоці Хреста ;
- робота у ВНДІ-1 МВС, будівництво аеродромів в Магадані, Певеці, на нижній Індігірці та ін.;
- будівництво та обслуговування суднобудівних і судноремонтних з-дів на Колимі та в бух. Нагаєва;
- житлове та комунально-побутове буд-во в Магадані, ін. селищах та містах, буд-во та обслуговування лабораторій, авторемонтних з-дів, майстерень і автобаз, підсобних підприємств (цементних, скляних, по регенерації гуми, з виробництва вогнетривів, цегляних, сірчанокислотного, сталеливарних та ін.);
- лісорозробки, с/г роботи, рибальство .

## Відомі ув'язнені
- Мандзюк Іван Данилович
- Христюк Павло Оникійович
- Шамрай Сергій Вікторович
- Нікітін Юрій Васильович